# Aquilegia parviflora
Aquilegia parviflora là một loài thực vật có hoa trong họ Mao lương. Loài này được Ledeb. mô tả khoa học đầu tiên năm 1815.

## Hình ảnh

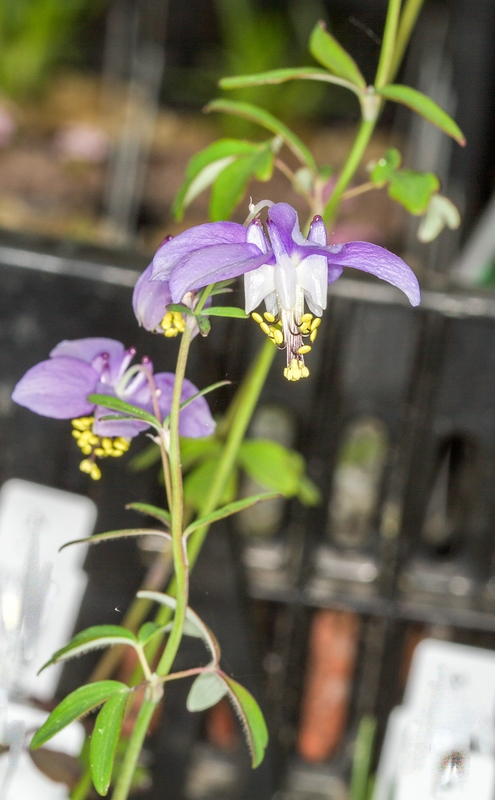